# 琉球山椒鸟
琉球山椒鸟（学名：Pericrocotus tegimae）是山椒鸟科山椒鸟属的一种，为日本的特有种。